# Трис(бензилтриазолилметил)амин
Трис(бензилтриазолил)амин (TBTA) представляет собой третичный амин, содержащий три 1,2,3-триазольные группировки. Используется в качестве лиганда в реакции медь-катализируемого азид-алкинового циклоприсоединения в водных и органических растворителях.
Считается, что лиганд промотирует катализ путём стабилизации меди в одновалентном состоянии и обеспечивает протекание каталитического цикла реакции.
Методом рентгеноструктурного анализа комплекса TBTA с Cu(I) был обнаружен необычный биядерный дикатион, в котором один фрагмент триазола связывает два атома металла. Этот комплекс является эффективным катализатором реакции азид-алкинового циклоприсоединения. Комплекс TBTA с Cu(II) является тригональной бипирамидой и может быть восстановлен до активного катализатора действием аскорбата натрия, металлической меди и других восстанавливающих реагентов.
Трис(бензилтриазолилметил)амин получил широкое распространение как компонент распространенной клик-реакции между азидами и алкинами, применяемой в различных биотехнологических приложениях. Он может быть синтезирован по реакции бензилазида с трипропаргиламином. TBTA является коммерчески доступным реагентом.